# El Molí (Almenar)
El Molí és un molí fariner al municipi d'Almenar (el Segrià) protegit com a bé cultural d'interès local. És al curs del canal de Pinyana, al lloc que el segle xiv era conegut com a Molins Sobirans, on ja havia existit anteriorment un altre molí. D'origen medieval, va funcionar fins uns anys després de la Guerra Civil Espanyola de 1936-39. Durant els anys 2002-04 es van realitzar diverses tasques de consolidació i restauració del molí a càrrec de l'1% cultural, dins un programa d'actuacions entre el Departament de Cultura i el Departament de Política Territorial i Obres Públiques.
Es tracta d'un casal força gran de planta quadrada cobert amb teulada de doble vessant i situat ran del canal de Pinyana. Els murs són fets amb carreus de pedra, de mida mitjana i disposats en filades regulars, a la part baixa i de tàpia a la part alta. Les finestres són petites i escasses. Molt a prop hi ha un pont format per un arc d'un sol ull, estructurat per carreus de pedra disposats a plec de llibre. Resta mig amagat per la vegetació.